# NGC 3020
NGC 3020 este o galaxie spirală situată în constelația Leul. A fost descoperită în 19 martie 1784 de către William Herschel. Se află la o distanță de 21,78 de megaparseci de Pământ.